# Pettend
Pettend község Baranya vármegyében, a Szigetvári járásban.

## Fekvése
Szigetvár vonzáskörzetében helyezkedik el, a város központjától mintegy 13-14 kilométerre délnyugati irányban, a Nyugati-Gyöngyös patak mellett. A szomszédos települések: észak felől Nemeske, északkelet felől Kistamási, dél felől Gyöngyösmellék, délnyugat felől Szörény és Zádor, északnyugat felől pedig Kisdobsza és Nagydobsza.

### Megközelítése
Zsáktelepülés, csak közúton közelíthető meg, a 6-os főútról Nemeske-Görösgalnál letérve, Nemeske és Kistamási központján keresztül, az 58 109-es számú mellékúton.

## Története
Pettend nevét az oklevelek 1330-ban említették először Petend néven, mint a Kán nemzetséghez tartozó Siklósi Péter birtokát. A királyi földek visszavételekor a birtokot elvették tőle, de az országbíró visszaítélte neki. 1449-ben több család birtoka volt; így a laki Thúz-, a Létai és a Szőcsényi családok is birtokosai voltak. 1493-ban a Dombai családból származó Kornis Mihályné volt birtokosa. A török idők alatt is végig lakott maradt. 16. században az enyingi Török család birtoka volt. Az 1700-as évek elején gróf Nádasdy Lászlóé lett, 1807-ben pedig I. Ferenc király ajándékozta a Kegyes Tanítórendnek.
A 20. század elején Somogy vármegye Szigetvári járásához tartozott.
1910-ben a népszámlálás adatai szerint 284 lakosa volt, ebből 279 magyar, melyből 26 római katolikus, 258 református volt.
Az 1950-es megyerendezéssel a korábban Somogy vármegyéhez tartozó települést a Szigetvári járás részeként Baranyához csatolták.
A 2001-es népszámlálási adatok szerint 158 lakosa volt, 2008 január elsejei adatok szerint 150 lakosa volt Pettendnek.
2018-ban 23,23 százalékos volt a munkanélküliségi ráta.

## Közélete

### Polgármesterei
- 1990–1994: Gere János (Agrárszövetség)[4]
- 1994–1998: Gere János (független)[5]
- 1998–2002: Simon Sándor (független)[6]
- 2002–2006: Simon Sándor (független)[7]
- 2006–2010: Simon Sándor (független)[8]
- 2010–2014: Lakatos Sándor (független)[9]
- 2014–2019: Lakatos Sándor (független)[10]
- 2019–2024: Lakatos Sándor (független)[11]
- 2024– : Simon Sándor (független)[1]

A településen 2019-ben az illetékes választási szerv elrendelte a teljes önkormányzati választás megismétlését, azzal az indokkal, hogy a névjegyzék zárásakor abban több mint kétszer annyi választópolgár szerepelt, mint a készítésekor.

## Népesség
A település népességének változása:
| Lakosok száma | 142  | 140  | 153  | 134  | 174  | 145  | 150  | 155  |
|               | 2013 | 2014 | 2015 | 2019 | 2021 | 2022 | 2023 | 2024 |

A 2011-es népszámlálás során a lakosok 99,2%-a magyarnak, 69,9% cigánynak mondta magát (0,8% nem nyilatkozott; a kettős identitások miatt a végösszeg nagyobb lehet 100%-nál). A vallási megoszlás a következő volt: római katolikus 53,4%, református 7,5%, felekezeten kívüli 12,8% (15,8% nem nyilatkozott).
2022-ben a lakosság 71,7%-a vallotta magát magyarnak, 31% cigánynak, 0,7% románnak, 0,7% lengyelnek (11,7% nem nyilatkozott; a kettős identitások miatt a végösszeg nagyobb lehet 100%-nál). Vallásuk szerint 17,9% volt római katolikus, 4,1% református, 0,7% egyéb keresztény, 4,8% felekezeten kívüli (72,4% nem válaszolt).

## Nevezetességei
- Református temploma 1857 és 1860 között épült. Érdekessége, hogy a gondnok az építkezésről egy 263 tételből álló, verses számadást készített, amelyben részletesen felsorolja, hogy a falu negyvenegy házában élő családok milyen munkákkal járultak hozzá a templomépítéshez. Ebből kiderül többek között az is, hogy az építkezés egy halálos áldozattal is járt: a 42 éves Szőke János életét vesztette, amikor lezuhant a templom tetejéről.[16]
- Termálkút; régen található volt a településen egy termálfürdő is, s mivel a nagy nyomás miatt a kútból feltörő termálvizet a mai napig sem tudták teljesen elzárni, azt a helyi lakosság jelenleg is használja tisztálkodási és kikapcsolódási célokra.